# Cephalocereus polylophus
Cephalocereus polylophus ist eine Pflanzenart aus der Gattung Cephalocereus in der Familie der Kakteengewächse (Cactaceae). Das Artepitheton polylophus leitet sich von den griechischen Worten poly für ‚viele‘ sowie lophos für ‚Scheitel‘ ab und verweist und verweist auf die zahlreichen Rippen der Art.

## Beschreibung
Cephalocereus polylophus wächst einzeln und erreicht Wuchshöhen von bis 13 Metern. Die säulenförmigen Triebe sind anfangs hellgrün und werden im Alter dunkler. Sie weisen Durchmesser von bis 50 Zentimetern auf. Die 22 bis 36 (selten ab 10) schmalen, leicht bogigen Rippen sind durch eine scharfe Furche voneinander getrennt. Der einzelne, biegsame Mitteldorn, der auch fehlen kann, ist häufig kürzer als die sieben bis acht Randdornen. Die Randdornen sind ebenfalls biegsam und 1 bis 2 Zentimeter lang. Sie sind gelblich bis bräunlich und vergrauen mit zunehmendem Alter.
Die Blüten erscheinen meist in Gruppen in der Nähe der Triebspitzen. Sie sind dunkelrot, 4 bis 6 Zentimeter lang und erreichen Durchmesser von 3 bis 3,5 Zentimeter. Ihr Perikarpell und die Blütenröhre sind mit ziemlich großen Höckern und kleinen Schuppen, die in den Axillen kahl sind, besetzt. Die eiförmigen, grünen Früchte sind 2,4 bis 4 Zentimeter lang und mit Schuppen, Wolle und Borsten besetzt.

## Verbreitung, Systematik und Gefährdung
Cephalocereus polylophus ist in den mexikanischen Bundesstaaten Hidalgo, Querétaro, Guanajuato und San Luis Potosí verbreitet.
Die Erstbeschreibung als Cereus polylophus erfolgte 1828 durch Augustin-Pyrame de Candolle. Nathaniel Lord Britton und Joseph Nelson Rose stellten die Art 1909 in die Gattung Cephalocereus. Weitere nomenklatorische Synonyme sind Pilocereus polylophus (DC.) Salm-Dyck (1845), Neobuxbaumia polylopha (DC.) Backeb. (1941), Carnegiea polylopha (DC.) D.R.Hunt (1988) und Carnegiea polylopha (DC.) P.V.Heath (1992).
In der Roten Liste gefährdeter Arten der IUCN wird die Art als „Vulnerable (VU)“, d. h. als gefährdet geführt.

## Nachweise